# Elvin Ramírez
Elvin Ramírez Rodriguez (né le 10 octobre 1987 à San Cristóbal, République dominicaine) est un lanceur de relève droitier de baseball. Il joue dans les Ligues majeures avec les Mets de New York en 2012.

## Carrière
Mis sous contrat par les Mets de New York, Elvin Ramírez commence sa carrière professionnelle en 2006 dans les ligues mineures. En décembre 2010, il est acquis par les Nationals de Washington via le repêchage de règle 5. Mais Ramírez se blesse dans les mois suivants et rate toute la saison 2011. Les Nationals retournent Ramírez aux Mets le 18 octobre 2011.
Après avoir amorcé 2012 en ligues mineures, Elvin Ramírez fait ses débuts dans le baseball majeur le 3 juin avec les Mets de New York. Il effectue 20 sorties en relève pour les Mets durant la saison 2012 et enregistre 22 retraits sur des prises en 21 manches et un tiers lancées. Sa moyenne de points mérités s'élève à 5,48 et sa seule décision est une défaite.
Le 27 mars 2013, les Mets transfèrent Ramírez aux Angels de Los Angeles d'Anaheim contre un montant d'argent. Il évolue dans les mineures avec des clubs affiliés aux Angels en 2013 puis aux Reds de Cincinnati en 2014.